# サイモン・ニューカム
サイモン・ニューカム（Simon Newcomb、1835年3月12日 - 1909年7月11日）は、カナダ系アメリカ人の天文学者・応用数学者である。アメリカ海軍とジョンズ・ホプキンス大学で数学の教授を務めた。
彼は従来の学校教育はほとんど受けていなかったが、計時、および経済学や統計学などの応用数学の分野において重要な貢献をしたほか、SF小説の執筆を行った。

## 生涯

### 若年期
サイモン・ニューカムは、カナダ・ノバスコシア州ウォレスで生まれた。父は学校の教師ジョン・バートン・ニューカム、母はニューブランズウィック州の判事の娘エミリー・プリンスだった。父はノバスコシア州とプリンスエドワードアイランド州を中心としてカナダの様々な地域で教職を転々としていた。カナダ連合の父であるウィリアム・スティーブズは母方の親戚である。
ニューカムは、父からの教育と、1851年にニューブランズウィック州の薬草療法師のフォシェイのもとで短期間徒弟となっていたくらいで、通常の学校教育をほとんど受けていないようである。しかし、彼が父から受けた教育は、彼の将来の研究のための重要な基礎となった。ニューカムがフォシェイに弟子入りしたのは彼が16歳の時だった。5年の見習い期間で薬草療法の修行をするという契約だった。しかし、その2年後、ニューカムはフォシェイの非科学的なやり方に不満と幻滅を感じるようになり、彼がペテン師であることに気付いた。彼は契約を破棄してフォシェイのもとから離れることを決意した。彼はメイン州カレスの港まで190キロ歩き、船の船長にお願いして、先に渡米していた父が住んでいるマサチューセッツ州セイラムまで連れて行ってもらった。1854年ごろにセーラムで父と合流し、二人は一緒にメリーランド州に移り住んだ。
ニューカムは、1854年から1856年までの2年間、メリーランド州ケント郡のマッシーズ・クロス・ローズの学校で、その後、メリーランド州クイーンアンズ郡のサドラーズビル近郊の学校で1年間教師となった。彼は余暇を利用して、政治経済や宗教などの様々な分野の研究をしたが、特に数学や天文学について深く研究した。当時彼はニュートンの『プリンキピア』を読んでいた。1856年、ワシントンD.C.近郊で家庭教師の職を得て、彼は数学を勉強するためにワシントンD.C.各地の図書館を巡った。彼はスミソニアン協会の図書館から、ナサニエル・バウディッチが翻訳したラプラスの"Traité de mécanique céleste"（天体力学論）を借りることができたが、そこで使われている数学は、彼の手に負えないものであった。
ニューカムは数学と物理学を独学し、教職に就いた後、1857年にマサチューセッツ州ケンブリッジの航海年鑑局で計算手になった。ほぼ同時期にハーバード大学のローレンス科学スクール（理工学専攻）に入学し、1858年に理学の学士号を取得した。

### パース家
ニューカムはベンジャミン・パースに数学を学び、あまりお金を持っていないニューカムはしばしばパースの家に招かれていた。しかし、後にベンジャミンの息子であるチャールズ・サンダース・パースに嫌悪感を抱くようになったと言われており、ニューカムはチャールズのキャリアを「見事に台無しにした」と非難されている。特に、ジョンズ・ホプキンス大学学長のダニエル・コイト・ギルマンは、チャールズにテニュア（終身雇用資格）を与えようとしていたが、ニューカムが裏で介入してそれを阻止したとされている。約20年後、ニューカムは、チャールズのライフワークを出版する最後のチャンスを阻止するために、アンドリュー・カーネギー自身、セオドア・ルーズベルト、ウィリアム・ジェームズなどからのチャールズに対する推薦の手紙があったにもかかわらず、カーネギー研究所の評議会にカーネギー助成金のチャールズへの支給を拒否するよう影響を与えたとされている。

### 天文学における業績
南北戦争の前兆として、アメリカ連合国（南軍）を支持した多くの米海軍軍人が退役したことにより、1861年、ニューカムは空席となったアメリカ海軍天文台の数学・天文学の教授に就任した。ニューカムは天文航法に使用するための惑星の位置の観測に取り組み、惑星運動の理論に興味を持つようになった。
1870年にニューカムがパリを訪問した時、ペーター・ハンゼンが計算した月計算表（月の位置の表）の誤りに気付いた。彼はパリで、ハンゼンが使用した1750年から1838年までのデータに加えて、1672年まで遡ったデータがあることに気付いた。しかし、彼がパリを訪れたのは、普仏戦争でフランス皇帝ナポレオン3世が敗北し、フランス第二帝政を終わらせることになるクーデターが起こった時期で、パリでゆっくり分析している時間はなかった。ニューカムは、パリ・コミューンの結成とパリ天文台も巻き込まれた暴動の中をなんとか脱出した。ニューカムは新しいデータを使ってハンゼンの表を修正した。
彼は1875年にハーバード大学天文台台長のポストを提示されたが、彼の興味が天体観測よりも数学に移っていたことから、それを辞退した。

### 航海年鑑局長
1877年に航海年鑑局長に就任し、ジョージ・ウィリアム・ヒルの支援を受けて、全ての主要な天文定数を再計算する計画に着手した。1884年からはジョンズ・ホプキンス大学の数学と天文学の教授を兼任し、多くの求められる仕事を抱える中で、彼はアーサー・マシュー・ウェルド・ダウニングと共に、この問題に関する多くの国際的な混乱を解決するための計画を考案した。
彼が参加した1896年5月にパリで開催された標準化会議において、全ての天体暦はニューカムの計算結果、すなわち、ニューカムの太陽表に基づくべきであるという国際的なコンセンサスが得られた。1950年後半に開催された会議では、ニューカムの定数が国際標準であることが確認された。

### 私生活

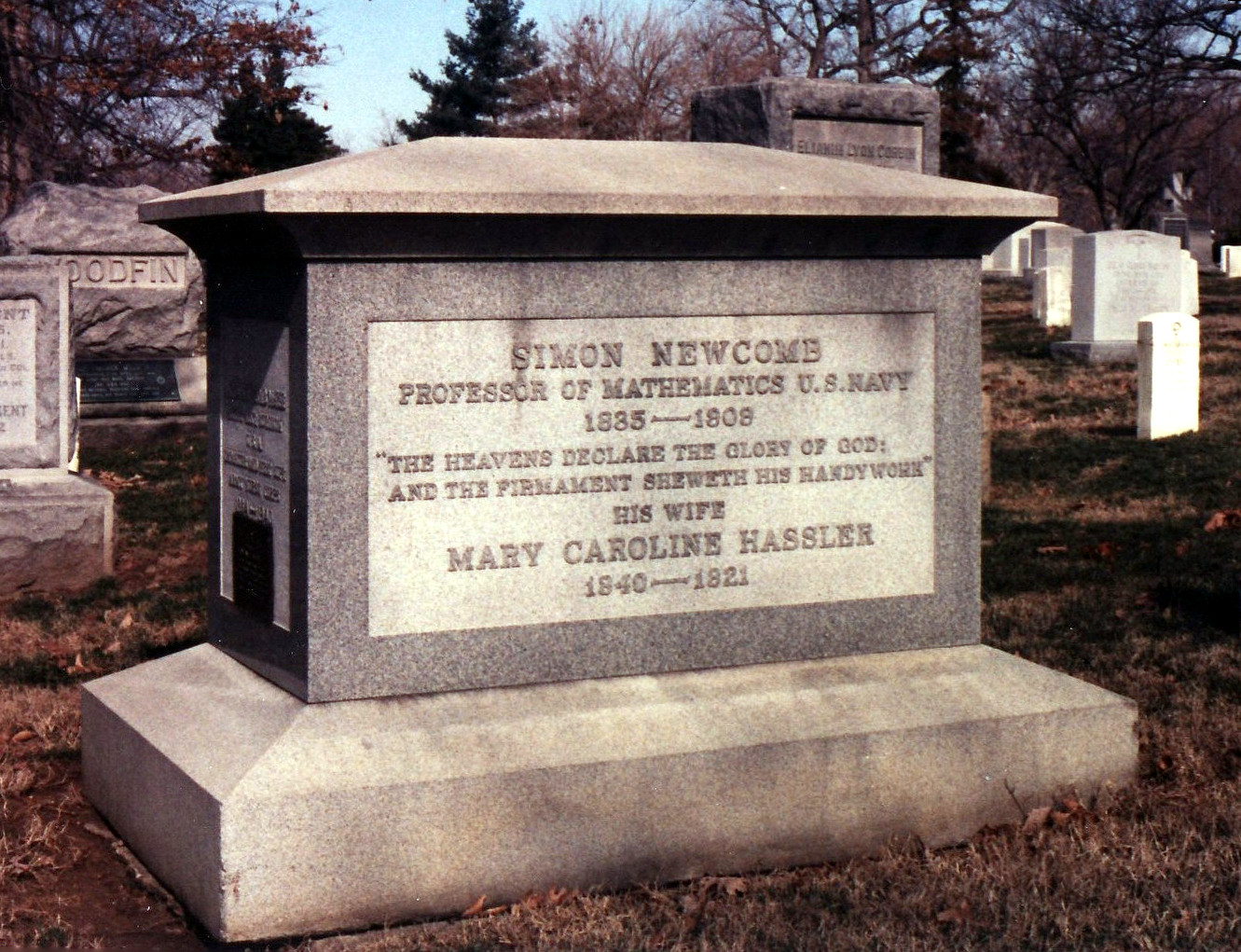
アーリントン国立墓地のニューカムの墓

ニューカムは1863年8月4日にメアリー・キャロライン・ハスラーと結婚した。2人の間には娘が3人と夭折した息子が1人いた。メアリーの父はアメリカ海軍の外科医チャールズ・オーガスタス・ハスラー、彼女の祖父は海岸測量局の初代監督官フェルディナンド・ルドルフ・ハスラーだった。ニューカムは膀胱癌のためワシントンD.C.で死亡した。葬儀にはウィリアム・タフト大統領が出席し、アーリントン国立墓地に軍人としての名誉をもって埋葬された。
娘のアニータ・ニューカム・マギーは医学博士であり、アメリカ陸軍看護隊の創設者だった。彼女は米西戦争での功績により、スペイン戦争功労勲章を授与された。日本での功績によって、宝冠章、日本赤十字勲章、明治三十七八年従軍記章（日露戦争の従軍記章）を授与された。彼女は、父の隣に軍人としての名誉をもって埋葬されている。
娘のジョセファ・ニューカム・ホイットニーは美術学校アート・スチューデンツ・リーグ・オブ・ニューヨークで学んだ。彼女は女性参政権運動で活躍した。1912年には、女性の選挙権を支持する最初の集会を組織した。彼女は司法次官補のエドワード・ボウルドイン・ホイットニーと結婚した。エドワードの父は言語学者のウィリアム・ドワイト・ホイットニーであり、祖父にはアメリカ上院議員でコネチカット州知事のロジャー・シャーマン・ボールドウィンや数学者のハスラー・ホイットニーがいる。

## 業績

### 光速度
1878年、ニューカムは多くの天文定数の正確な値の算出に必要となる、新しく正確な光速度の測定を計画していた。彼がレオン・フーコーの方法を改良した方法の開発を始めていたとき、同様の測定を計画していた若い海軍士官で物理学者のアルバート・マイケルソンから手紙を受け取った。ここから、ニューカムとマイケルソンの長い協力関係と友情が始まった。1880年、マイケルソンはフォート・マイヤーと当時ポトマック川河畔にあったアメリカ海軍天文台に設置した装置でニューカムの最初の測定に協力した。しかし、海軍天文台とワシントン記念塔の間で行われた2回目の測定のときには、マイケルソンは自分の計画を始めるためにニューカムの元を去っていた。マイケルソンは1880年に最初の測定値を発表したが、ニューカムの測定値はこれとかなり違っていた。1883年、マイケルソンは自身の測定値をニューカムの測定値に近い値に修正した。

### ベンフォードの法則
1881年、ニューカムは、彼は、当時対数計算のために使っていた対数表の本が、最初の方のページが最後の方のページに比べて明らかに摩耗していることに気づいた。彼はこのことから、任意のデータセットから取り出した数字のリストでは、最初の桁が"1"である傾向が高いという法則を導いた。これは、現在ベンフォードの法則として知られている統計学の原理である。

### チャンドラー・ウォブル
1891年、セス・チャンドラーが14ヶ月周期の地軸の振動（チャンドラー・ウォブル）を発見してから数ヶ月以内に、ニューカムは、観測された運動と予測された振動の周期との間の明らかな矛盾を解明した。チャンドラーの理論では地球が完全な剛体であると仮定していたが、実際の地球にはわずかに弾性がある。ニューカムは、緯度の観測値の変動から地球の弾性を推定し、地球の弾性は鋼鉄よりもわずかに高いことを発見した。

### その他の分野
ニューカムは、独学者であり、様々な分野に通じた博学者であった。彼は経済学について書いており、彼の1885年の著書"Principles of political economy"（政治経済の原理）は、ジョン・メイナード・ケインズが「オーソドックスなものを読みすぎたことによる変質をしていない新鮮で科学的な心が、経済学のような中途半端なテーマで時折生み出すことができる、独創的な作品の一つである」と評している。アーヴィング・フィッシャーは、貨幣数量説に用いられる貨幣と商品の間の交換方程式について最初に言及したのはニューカムであるとしている。
彼はフランス語、ドイツ語、イタリア語、スウェーデン語を話すことができた。一般読者向けの多くの啓蒙書の著者であり、初期のSF小説作家として1900年の『His wisdom the defender』や、日本で黒岩涙香によって訳され萬朝報に連載された破滅SF『暗黒星』 (The End of the World) などを著した。

### 天文学の状況について
1888年にニューカムは「我々は天文学について知ることができる全ての限界に近づいている」と書いた。
1900年には、アメリカン・ブック・カンパニーからElements of Astronomy（天文学の要素）を刊行した。
しかし、1903年までに彼の考えは変わっていた。『サイエンス』の記事で、彼は次のように書いた。「我々の目の前にあるのは広大な分野であり、その存在は10年前にはほとんど疑われていなかった。その探求は、我々の物理学の研究室や多くの天文観測者・研究者の活動を吸収することになるかもしれない。電気科学を現在の状態にまで発展させるために必要とされる何世代にもわたって。」

### 空飛ぶ機械の不可能性について
ニューカムは、「空飛ぶ機械」を作ることは不可能だと信じていたことで有名である。彼は"Is the Airship Possible?"（飛行船は可能か?）という記事の冒頭で、「それは、まず第一に、必要な科学的発見を我々がするかどうかにかかっている」と述べている。彼は最後に、「一人の人間であっても、あちこちの場所へ好きなように運ぶことができるような空飛ぶ乗り物の構築には、何か新しい金属か、新しい力の発見が必要である」と述べている。
インデペンデント紙の1903年10月22日号において、ニューカムはよく知られた次のような発言をしている。「我々力学者たちは、空中飛行は人間が決して対処できない大きな問題の一つであることを認めざるを得なくなり、それに対処するためのあらゆる試みをあきらめざるを得なくなるのではないだろうか?」「一度速度を緩めると、彼は落ち始める。一旦停止すると、彼は死の塊として落下する。」ニューカムには翼型の概念がなかった。彼の「飛行機」は傾斜した「薄い平らな板」だった。そのため、彼はそれが人間の体重を運ぶことはできないと結論づけた。
ニューカムは、特にサミュエル・ラングレーの研究を批判していた。ラングレーは蒸気機関を動力源とする飛行機械を作ることができると主張したが、彼の最初の公開の飛行実験は失敗に終わった。
しかし、1903年には、ニューカムは次のように語った「おそらく20世紀には、鳥をはるかに超える速度で大陸から大陸へ飛ぶことを可能にする自然の力を目にすることになるだろう。しかし、現在の我々の知識の状態で、我々が持っているような材料、鉄、布、針金の組み合わせで、電気や蒸気の力で動かして、飛行機械を作ることができるかどうかを問うとき、見通しは全く異なるかもしれない」
ニューカムは、あまり人に知られないうちに行われていたライト兄弟の成果を明らかに知らず（1906年にパリでアルベルト・サントス＝デュモンが飛行実験を行ったとき、「人類初の飛行」と報じられていた）、内燃機関のより優れたパワーウェイトレシオを明らかに知らなかった。1908年にライト兄弟の飛行を聞いたニューカムは、すぐにそれを受け入れた。ニューカムは、回転翼（ヘリコプター）や空中に浮かぶ飛行船（軟式飛行船）の開発に好意を示した。
それから数十年のうちに、飛行船がヨーロッパとアメリカの間で定期的に乗客を輸送し、飛行船「グラーフ・ツェッペリン」は地球を一周した。

### 心霊現象研究
ニューカムは、アメリカ心霊現象研究協会の初代会長だった。超感覚的知覚(ESP)や超常現象に懐疑的であったが、彼はこのテーマは研究する価値があると信じていた。1889年までには、彼の研究は否定的なものとなり、彼の懐疑心は高まった。伝記作家アルバート・E・モイヤーは、ニューカムが「方法論的な理由から、心理学的研究は科学的に行き詰まるものだと確信し、他の人を納得させようとしていた」と述べている。

## 賞・栄誉・役職
- 米国科学アカデミー会員（1869年）。複数の役職を経験している。
- 王立天文学会ゴールドメダル（1874年）
- スウェーデン王立科学アカデミー会員（1875年）
- 王立協会外国人会員 （1877年）[25]
- ハールレム科学アカデミー ホイヘンス・メダル（1878年）
- American Journal of Mathematics（英語版）編集者（1885年 - 1900年）
- 王立協会 コプリ・メダル（1890年）[25]
- レジオンドヌール勲章シュヴァリエ章 （1893年）
- アメリカ数学会会長 （1897年 - 1898年）
- 太平洋天文学会（英語版） ブルース・メダル（1898年）
- アメリカ天文学会創立会員・初代会長（1899年 - 1905年）
- オランダ王立芸術科学アカデミー外国人会員（1898年）[26]
- 偉大なアメリカ人の殿堂（英語版）殿堂入り

## ニューカムに因むもの
- 小惑星(855)ニューカミア(Newcombia)は彼の名に因む[27]。
- 月のクレーターニューカム（英語版）や、火星のクレーターニューカム（英語版）は彼の名に因む[28]。
- アメリカ海軍天文台の報時部門のビルは、サイモン・ニューカム研究所と名付けられている。
- 米海軍の掃海艇「サイモン・ニューカム」(YMS 263)は1942年に進水し、第二次世界大戦中に太平洋戦線で活動し、1949年に退役した。

## 著書
- Newcomb, S (1878) Research on the Motion of the Moon, Part I
- Newcomb, S (1878) Popular Astronomy
- Newcomb, S (1879) Astronomy for schools and colleges
- Newcomb, S (1881). “Note on the frequency of use of the different digits in natural numbers”. American Journal of Mathematics 4 (1):  39–40. Bibcode: 1881AmJM....4...39N. doi:10.2307/2369148. JSTOR 2369148.
- Newcomb, S (1885) Principles of Political Economy (Internet Archive)
- Newcomb, S (1887) The ABC Of Finance
- Newcomb, S (1890) Elements of Astronomy
- Newcomb, S (1900) His Wisdom the Defender—Science Fiction novel.
- Newcomb, S (1901) The Stars
- Newcomb, S (1902) Astronomy for Everybody
- Newcomb, S (1903) The Reminiscences of an Astronomer—His autobiography. (Reissued by Cambridge University Press, 2010. ISBN 978-1-108-01391-8)
- Newcomb, S (1903) The Outlook for the Flying Machine", The Independent, 22 October 1903, pp 2508–12
- Newcomb, S (1906) Compendium of Spherical Astronomy
- Newcomb, S (1907) Investigation of Inequalities in the Motion of the Moon Produced by the Action of the Planets
- Newcomb, S (1912) Research on the Motion of the Moon, Part II

- “Astronomical Papers Prepared For The Use Of The American Ephemeris And Nautical Almanac”. U.S. Naval Observatory.   The Nautical Almanac Office (2008年8月12日). 2009年2月24日閲覧。 - 1882年から1912年の間に書かれた天文学、物理学、数学の論文の多くが掲載されている。

## 関連文献
- Brent, J. (1993). Charles Sanders Peirce: A Life. Bloomington: Indiana University Press. ISBN 0-253-31267-1
- Carter, W.; Carter M. S. (2006). Simon Newcomb, America's Unofficial Astronomer Royal. St. Augustine: Mantanzas Publishing. ISBN 1-59113-803-5
- Clemence, G. M. (2001) "Newcomb, Simon", Encyclopædia Britannica, Deluxe CDROM edition
- Fisher, Irving (1909). "Obituary. Simon Newcomb" Economic Journal, 19, pp. 641–44.
- Friedman, Milton (1987) "Newcomb, Simon," The New Palgrave: A Dictionary of Economics, v. 3, 651–52.
- Marsden, B. (1981) "Newcomb, Simon" in Gillespie, C.C., ed (1981). Dictionary of Scientific Biography. 10. New York: Charles Screibner's Sons. pp. 33–36. ISBN 0-684-16970-3
- Simon Newcomb Biography